# Beata Mikołajczyk
Beata Mikołajczyk (Bydgoszcz, Cujávia-Pomerânia, 15 de outubro de 1985) é uma canoísta de velocidade polaca na modalidade de canoagem.

## Carreira
Foi vencedora da medalha de Prata em K-2 500 m em Pequim 2008 junto com a sua colega de equipa Aneta Konieczna.
Foi vencedora da medalha de Bronze em K-4 500 m em Londres 2012.